# 무효의 소
무효의 소는 민사소송법상 무효를 구하는 소송의 형태를 말한다. 회사법상 결의무효 확인의 소, 합병무효의 소, 혼인 무효의 소 등이 있다. 취소의 소와 달리 효과가 소급하여 적용되는 것이 원칙이지만 회사법상 무효확인의 소는 제외된다. 